# 98E busz (Budapest)
A budapesti 98E jelzésű autóbusz a Kőbánya-Kispest és a Rákoshegy vasútállomás között közlekedik. A viszonylatot a Budapesti Közlekedési Zrt. üzemelteti.

## Története
2008. szeptember 8-án a korábbi 98-as busz helyett 98E jelzéssel új járatot indítottak Kőbánya-Kispest és Rákoshegy vasútállomás között. Az új járat tanszüneti időszakban is közlekedik.
2008. december 29-étől a KöKi Terminál bevásárlóközpont építési munkálatai miatt megszűnt a Kőbánya-Kispestnél lévő autóbusz-végállomás, helyette a buszok a korábbi P+R parkoló helyén kialakított ideiglenes végállomásra érkeztek. 2011. június 21. és október 3. között, az M3-as metró Kőbánya-Kispest állomásának átépítése miatt a metróra való közvetlen átszállás érdekében, a Határ úti metróállomáshoz terelve közlekedett. Ebben az időszakban nem érintette a Kőbánya-Kispest megállóhelyet. Az új autóbusz-végállomás elkészültével, október 4-étől ismét csak Kőbánya-Kispestig közlekedik.
2009. augusztus 22-étől már a délutáni csúcsidőben is közlekedik, a 98-as busz utasforgalmát kisegítve ezzel.
2019. április 8-ától a Felsőcsatári út és a Bocskai István utca között minden megállóhelyen megáll, illetve a reggeli időszakban 6 óráig Rákoshegy vasútállomás felé a Gyömrői úti megállókat is érinti.
2019. június 17-étől a nyári menetrend alatt csak a reggeli csúcsidőszakban közlekedik.
2020. április 1-jén a koronavírus-járvány miatt bevezették a szombati menetrendet, ezért a vonalon a forgalom szünetelt. Az intézkedést a zsúfoltság miatt már másnap visszavonták, így április 6-ától újra a tanszüneti menetrend van érvényben, a szünetelő járatok is újraindultak.
2023. március 20-ától az autóbuszok Kőbánya-Kispest felé érintik a Csaba utca megállóhelyet is.

## Útvonala
| Rákoshegy vasútállomás felé |
| Kőbánya-Kispest M vá. – Keleti bejáró út – (hajnalban: Vak Bottyán utca – felüljáró – Sibrik Miklós út / reggel és délután: Ferihegyi repülőtérre vezető út) – Gyömrői út – Csévéző utca – Bélatelepi út – Baross utca – Kodolányi János tér – Bakter utca – Rákoshegy vasútállomás vá. |
| Kőbánya-Kispest felé |
| Rákoshegy vasútállomás vá. – Bakter utca – Ferihegyi út – Szabadság utca – Baross utca – Bélatelepi út – Csévéző utca – Gyömrői út – Ferihegyi repülőtérre vezető út – Regina köz – Lehel utca – szervizút – Kőbánya-Kispest M vá.                                                      |

## Megállóhelyei
| 0                                                                             | 0  | Kőbánya-Kispest M végállomás          | 19 | 68, 85, 85E, 93, 93A, 98, 132E, 136, 148, 151, 182, 182A, 184, 193E, 200E, 202E, 268, 282E, 284E 575, 576, 577, 578, 580, 581 S21 S36 G43 S50 G50 Z50 IC, sebesvonat, gyorsvonat, expresszvonat P+R (KöKi Terminál) P+R (Kőbánya-Kispest) |
| ∫                                                                             | ∫  | Kőbánya-Kispest P+R                   | 17 | 193E, 200E, 282E, 284E |
| A szürkével jelölt megállókat csak Rákoshegy felé 4:58 és 6:00 között érinti. |    |                                       |    | |
| 1                                                                             | ∫  | Felüljáró (Gyömrői út)                | ∫  | 68, 85, 98, 151, 217, 217E |
| 3                                                                             | ∫  | Újhegyi út                            | ∫  | 98, 217, 217E |
| 3                                                                             | ∫  | Gyömrői út 132.                       | ∫  | 98, 217, 217E |
| 4                                                                             | ∫  | Hangár utca                           | ∫  | 98, 217, 217E |
| 4                                                                             | ∫  | Gyömrői út 156.                       | ∫  | 98, 217, 217E |
| 6                                                                             | 6  | Felsőcsatári út                       | 13 | 36, 95, 98, 193E, 200E, 217, 217E, 282E, 284E 577 |
| 6                                                                             | 6  | Pestszentlőrinc vasútállomás (átjáró) | 12 | 36, 98, 200E, 217, 217E S50 |
| ∫                                                                             | ∫  | Csaba utca                            | 11 | 98, 217, 217E |
| 9                                                                             | 9  | Csévéző utca                          | 10 | 93, 93A, 98, 198, 200E, 217, 217E |
| 10                                                                            | 10 | Frangepán utca                        | 9  | 98, 198 |
| 12                                                                            | 12 | Lőrinci út / Bélatelepi út            | 7  | 98, 198 |
| 14                                                                            | 14 | Bocskai István utca                   | 5  | 98, 198 |
| 15                                                                            | 15 | Rákóczi Ferenc utca                   | 4  | 98, 198 |
| 16                                                                            | 16 | Vörösmarty utca                       | 3  | 98, 198 |
| 16                                                                            | 16 | Melczer utca / Baross utca            | 3  | 98, 168E, 198 |
| 17                                                                            | 17 | Ady Endre utca                        | 2  | 98, 198 |
| ∫                                                                             | ∫  | Rákoshegy vasútállomás                | 1  | 46, 98, 168E, 198 S60 G60 |
| ∫                                                                             | ∫  | Szabadság utca                        | 1  | 46, 98, 168E |
| 18                                                                            | 18 | Rákoshegy vasútállomás végállomás     | 0  | 46, 98, 168E, 198 S60 G60 |